# بيريوزوفكا (بيرم)
بيريوزوفكا (بالروسية: Берёзовка) هي مدينة في مقاطعة بيرم كراي في روسيا.
يبلغ عدد سكانها حوالي 6802  نسمة.